# Juan Miguel Echevarría
Pour les articles homonymes, voir Echevarría.
Juan Miguel Echevarría Lafle (né le 11 août 1998 à Camagüey) est un athlète cubain spécialiste du saut en longueur, champion du monde en salle en 2018 à Birmingham, et vice-champion olympique en 2021 à Tokyo.

## Biographie
Quatrième des championnats du monde jeunesse 2015, il se révèle lors des championnats panaméricains juniors 2015, à Edmonton, en remportant à l'âge de seize ans le titre du saut en longueur avec la marque de 7,76 m. En 2016, lors des championnats du monde juniors de Bydgoszcz, il porte son record personnel à 7,89 m en qualifications, mais ne termine que cinquième de la finale.
Le 14 juillet 2017, lors du meeting de Madrid, il porte son record personnel à 8,28 m (+ 0,8 m/s), sixième meilleure performance junior de tous les temps. Il participe aux championnats du monde d'athlétisme 2017 mais s'incline dès les qualifications avec un meilleur saut à 7,86 m.

### Champion du monde en salle et nouveaux records (2018)
Auteur de 8,34 m en salle, à Metz le 11 février 2018, il remporte le 2 mars 2018 le concours du saut en longueur des championnats du monde en salle, à Birmingham, en établissant la meilleure performance mondiale de l'année à son cinquième essai avec 8,46 m, signant un nouveau record personnel. Il devance de justesse Luvo Manyonga (8,44 m) et Marquis Dendy (8,42 m),. Le 17 mars 2018, à Camagüey, en plein air, Echevarría établit la marque de 8,40 m. Le 31 mai 2018, lors du meeting de Rome où il est devancé par Luvo Manyonga, il porte son record personnel à 8,53 m.
Le 10 juin 2018, lors du Bauhaus-Galan de Stockholm, étape de la Ligue de diamant, le Cubain frappe un grand coup en sautant à son 6e essai 8,83 m, le saut le plus long depuis 1994. Malheureusement, le vent favorable dépasse tout juste la limite autorisée, à 2,1 m/s. Néanmoins, dans toutes conditions confondues, il est le 5e meilleur performeur de l'histoire, à tout juste 19 ans. Il pense désormais à battre le record du monde du saut en longueur de Mike Powell, qui est à 8,95 m depuis 1991. Trois jours plus tard, à Ostrava, le jeune Cubain bat de nouveau Luvo Manyonga : cette fois, il réalise trois légaux, le meilleur devenant son nouveau record personnel à 8,66 m. Cette mesure fait de lui le 10e performeur de l'histoire. Le 30 juin, il porte à Bad Langensalza son record à 8,68 m (+ 1,7 m/s), signant la dixième meilleure performance de tous les temps.

### Médaillé de bronze mondial à Doha (2019)

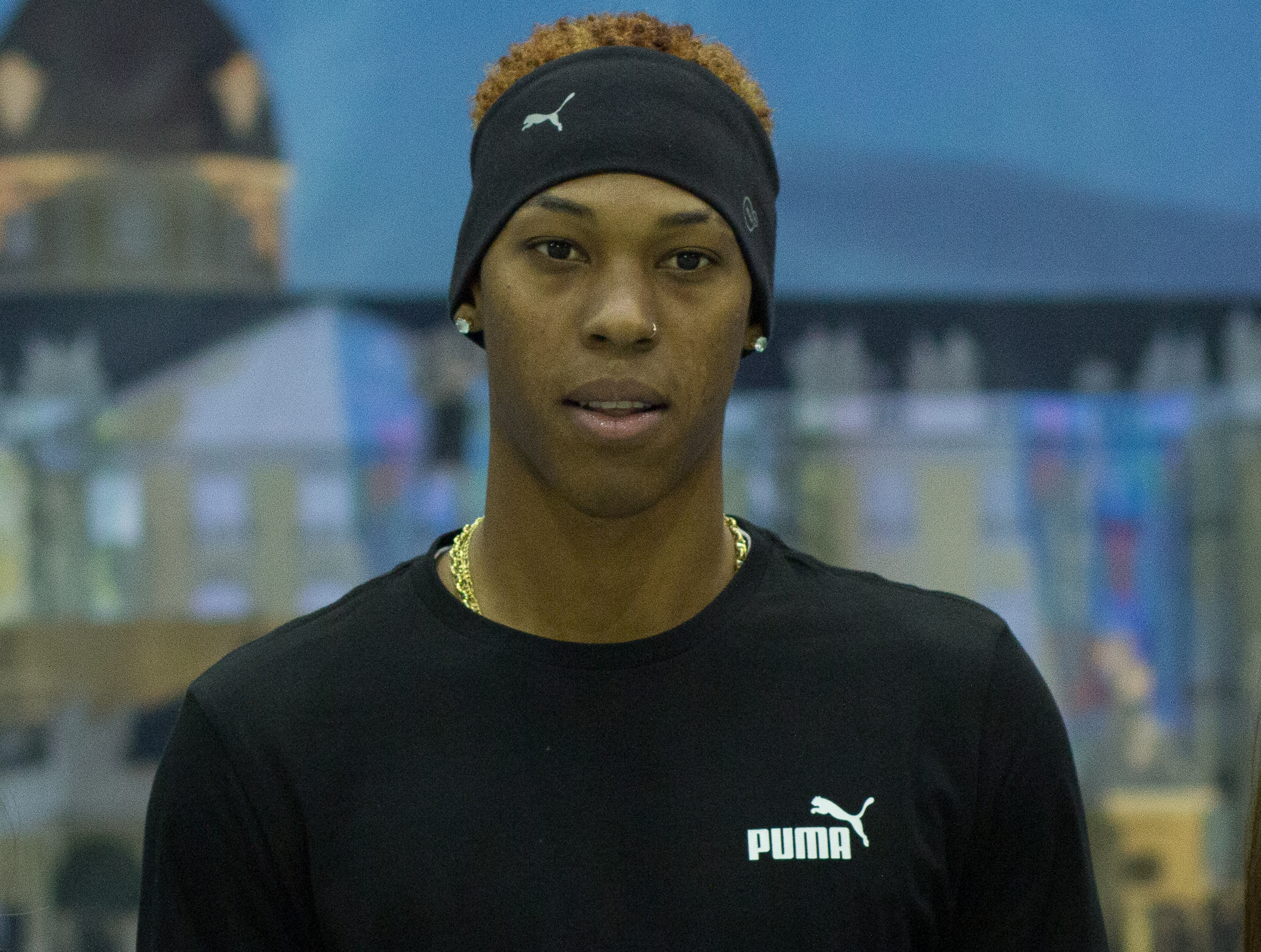
Juan Miguel Echevarría en 2019.

Début 2019, Echevarría remporte le Circuit mondial en salle de l'IAAF à la longueur, grâce à une 2e place à Karlsruhe et deux victoires à Toruń et à Birmingham. Le 10 mars, à La Havane, le Cubain remporte la Coupe de Cuba et réalise un saut à 8,92 m, soit la 5e meilleure performance mondiale de l'histoire, toutes conditions météorologiques. Malheureusement, le saut est trop venté (+ 3,0 m/s) et ne peut donc pas être homologué comme record personnel.
Après une 2e place à Stockholm, il remporte les Jeux panaméricains de 2019 avec 8,27 m et reste invaincu jusqu'aux championnats du monde de Doha. Auteur du meilleur saut des qualifications avec 8,40 m, il ne prend que la 3e place de la finale, derrière le Jamaïcain Tajay Gayle et l'Américain Jeff Henderson.
Pour son premier concours de saut en longueur de la saison 2020 à Madrid, Echevarria s'impose grâce à un saut à 8,41 m et signe la meilleure performance mondiale de la saison hivernale.

### Vice-champion olympique à Tokyo (2021)
Aux Jeux olympiques de Tokyo de 2020, Juan Miguel Echevarria réalise 8,50 m dès les qualifications et se présente comme le grand favori pour le titre olympique. En finale, il prend la tête du concours avec un saut à 8,41 m à son troisième essai et conserve sa première place jusqu'à la dernière tentative du Grec Miltiadis Tentoglou, qui bondit également à 8,41 m et relègue le Cubain à la deuxième place à la faveur d'un meilleur deuxième essai (8,15 m contre 8,09 m). Blessé depuis le début du concours, Echevarria ne peut pas défendre ses chances lors de son dernier essai et doit laisser l'or au Grec, se contentant de l'argent devant son compatriote Maykel Masso.

## Palmarès
| Date | Compétition                        | Lieu             | Résultat | Marque |
| ---- | ---------------------------------- | ---------------- | -------- | ------ |
| 2015 | Championnats du monde cadets       | Cali             | 4e       | 7,69 m |
| 2015 | Championnats panaméricains juniors | Edmonton         | 1er      | 7,76 m |
| 2016 | Championnats du monde juniors      | Bydgoszcz        | 5e       | 7,78 m |
| 2018 | Championnats du monde en salle     | Birmingham       | 1er      | 8,46 m |
| 2019 | Jeux panaméricains                 | Lima             | 1er      | 8,27 m |
| 2019 | Ligue de diamant                   | Ligue de diamant | 1er      | 8,65 m |
| 2019 | Championnats du monde              | Doha             | 3e       | 8,34 m |
| 2021 | Jeux olympiques                    | Tokyo            | 2e       | 8,41 m |

## Records

### Records personnels
| Épreuve          | Épreuve   | Marque | Lieu            | Date         |
| ---------------- | --------- | ------ | --------------- | ------------ |
| Saut en longueur | Plein air | 8,68 m | Bad Langensalza | 30 juin 2018 |
| Saut en longueur | En salle  | 8,46 m | Birmingham      | 2 mars 2018  |

### Meilleures performances par année
| Année | Marque | Date            | Lieu            | Rang |
| ----- | ------ | --------------- | --------------- | ---- |
| 2014  | 7,47 m | 9 juillet 2014  | Las Tunas       |      |
| 2015  | 8,05 m | 15 mai 2015     | La Havane       |      |
| 2016  | 7,96 m | 12 février 2016 | La Havane       | 75   |
| 2017  | 8,28 m | 14 juillet 2017 | Madrid          | 14   |
| 2018  | 8,68 m | 30 juin 2018    | Bad Langensalza | 1    |
| 2019  | 8,65 m | 29 août 2019    | Zurich          |      |